# Tom Bridger
 Tom Bridger  va ser un pilot de curses automobilístiques britànic que va arribar a disputar curses de Fórmula 1.
Tom Bridger va néixer el 24 de juny del 1934 a Woolmer Green, Hertfordshire, Anglaterra i va morir el 30 de juliol del 1991 a Logie Coldstone, Aberdeenshire, Escòcia.

## A la F1
Va debutar a l'onzena i última cursa de la temporada 1958 (la novena temporada de la història) del campionat del món de la Fórmula 1, disputant el 19 d'octubre del 1958 l'única edició de la història del GP del Marroc al Circuit d'Ain-Diab.
Tom Bridger va participar en una única cursa puntuable pel campionat de la F1, no aconseguint finalitzar la prova i no assolí cap punt per la classificació del campionat del món.

## Resultats a la Fórmula 1
| Any  | Equip                      | Xassís | Motor  | 1   | 2   | 3   | 4   | 5   | 6   | 7   | 8   | 9   | 10  | 11      | Posició | Punts |
| ---- | -------------------------- | ------ | ------ | --- | --- | --- | --- | --- | --- | --- | --- | --- | --- | ------- | ------- | ----- |
| 1958 | British Racing Partnership | Cooper | Climax | ARG | MON | HOL | 500 | BEL | FRA | GBR | ALE | POR | ITA | MAR Ret | -       | 0     |

### Resum
| Curses: | Victòries: | Pòdiums: | Poles: | Voltes ràpides: | Punts: |
| ------- | ---------- | -------- | ------ | --------------- | ------ |
| 1       | 0          | 0        | 0      | 0               | 0      |